# Johnny Răducanu
Johnny Răducanu (Brăila, Rumania, 1 de diciembre de 1931 – Bucarest, Rumania, 19 de septiembre de 2011)  fue un contrabajista, pianista, compositor, arreglista y dirigente de formación rumano de etnia gitana.

## Biografía
Su nombre real era Răducan Crețu, nació en una familia de gitanos que contaba con tradiciones musicales de más de trescientos años, de la época del músico popular Petre Crețul Șolcan. Destacó como un talentoso intérprete de jazz al contrabajo, aun teniendo 19 años. Hizo sus estudios musicales en Iași y Cluj, luego el conservatorio „Ciprian Porumbescu” de Bucarest (clase de contrabajo, 1953-1956). Es considerado un orientador de la juventud musical rumana. Johnny Răducanu es considerado un veterano de la música rumana de jazz.
Estuvo casado con Geta Costin entre 1962 y 1970.
Johnny Răducanu murió en la fecha de 19 de septiembre de 2011  en su vivienda de calle Oltarului de Bucarest.

## Discografía
- Jazz trio – Seria jazz nr. 4 (Electrecord, 1966)
- Jazz în țara mea (Jazz in my country) (Electrecord, 1967)
- Confesiuni (Electrecord, 1979)
- Confesiuni II (Electrecord, 1982)
- Confesiuni III – Seria jazz nr. 21 (Electrecord, 1986)
- Jazz Made in Romania (Electrecord, 1987)
- To His Friends (Alpha Publishing, 1996)
- Jazz Behind the Carpathians (Green Records, 1999)
- Jazz antifanariot (Anastasia, 2002)
- Jazz Made in Romania - Live in San Francisco (cu Teodora Enache) (Mediaround Inc. / Intercont Music, 2002)
- Jazz Bestament (Tescani Productions, 2005)
- Chamber Jazz Music (Soft Productions, 2008)
- Inside Stories - Jazz Poems (Tvr Media, 2009)

## Autobiografía
- Singurătatea, meseria mea (Regent House Printing & Publishing, 2002)
- Țara lui Johnny (Vivaldi, 2005)

## Volúmenes colectivos
- Prima mea beție, coord. de Gabriel H. Decuble - Constantin Acosmei, Silviu Dancu, Gabriel H. Decuble, Șerban Foarță, Bogdan Ghiu, Mugur Grosu, Florin Iaru, Augustin Ioan, V. Leac, Mitoș Micleușanu, Matei Pleșu, Johnny Răducanu, Robert Șerban, Iulian Tănase, Mihail Vakulovski, Radu Vancu, Constantin Vică, Daniel Vighi; Ed. Art, 2009;
- Prima mea dezamăgire în dragoste, coord. de Laura Albulescu - Marius Chivu, Silviu Dancu, Raluca Dincă, Șerban Foarță, Bogdan Ghiu, Adela Greceanu, Mugur Grosu, Augustin Ioan, Luminița Marcu, Mitoș Micleușanu, Ada Milea, Matei Pleșu, Antoaneta Ralian, Johnny Răducanu, Cecilia Ștefănescu, Iulian Tănase, Stelian Țurlea, Constantin Vică; Ed. Art, 2009;